# Хилы
«Хи́лы» (англ. Heels) — американский художественный сериал режиссёра Майкла Уолдрона, снятый в жанре спортивной драмы и выходивший на телеканале Starz с 15 августа по 10 октября 2021 года (первый сезон), с 28 июля по 15 сентября 2023 года (второй и последний сезон). Главные роли в нём сыграли Стивен Амелл, Александр Людвиг, Мэри Маккормак, Келли Бёрглунд. Сериал получил высокие оценки критиков.

## Сюжет
Два брата-рестлера, злодей (или «хил») Джек и положительный герой («фейс») Эйс, разыгрывают по создаваемым Джеком сценариям матчи, борясь за чемпионский пояс рестлинг-промоушена покойного отца и за внимание земляков в провинциальном округе Мак-Даффи в штате Джорджия. Однажды Джек решает, что Эйс должен стать «хилом», но то не хочет менять амплуа. Рестлерский бизнес в сериале показывают во всех подробностях, включая самые неприглядные. Помимо истории братьев, развиваются и другие сюжетные линии.

## В ролях
- Стивен Амелл — Джек Спейд
- Александр Людвиг — Эйс Спейд
- Мэри Маккормак — Вилли Дэй
- Келли Бёрглунд — Кристал Тайлер
- Джеймс Харрисон — Апокалипсис
- Си Эм Панк — Рикки Рабис

## Список эпизодов

### Сезон 1 (2021)
| № общий | № в сезоне | Название                                           | Режиссёр       | Автор сценария | Дата премьеры    |
| --- | ---------- | -------------------------------------------------- | -------------- | -------------- | ---------------- |
| 1 | 1          | «Кейфеб» «Kayfabe»                                 | Пит Сигал      | Майкл Уолдрон  | 15 августа 2021  |
| Джек Спейд, владелец Duffy Wrestling League в Даффи, Джорджия, контролирует все внутри ринга, но за его пределами он борется за баланс между семьей, «настоящей» работой и конкуренцией со стороны кровавого рестлинг-промоушена. К тому же его младший брат Эйс, который является новым лицом DWL, заинтересован в более крупных организациях, что заставляет бывшего рестлера, ставшего скаутом, Дикого Билла Хэнкока проявить интерес. Отказ Джека передать Эйсу титул чемпиона DWL в их предстоящем матче, считая, что его победа - лучший сюжетный ход, вызывает дальнейший разлад между братьями. Джек предает Эйса во время матча, избивая его в течение нескольких секунд, заставляя Эйса разрыдаться, в то время как фанаты забрасывают ринг мусором. |            |                                                    |                |                |                  |
| 2 | 2          | «Грязный финиш» «Dusty Finish»                     | Пит Сигал      | Майкл Уолдрон  | 22 августа 2021  |
| 3 | 3          | «Освистанный» «Cheap Heat»                         | Джессика Лоури | Брэдли Пол     | 29 августа 2021  |
| 4 | 4          | «Рекламный ролик» «Cutting Promos»                 | Джессика Лоури | Дарья Полатин  | 05 сентября 2021 |
| 5 | 5          | «Сворачивание» «Swerve»                            | Неизвестно     | Неизвестно     | 12 сентября 2021 |
| 6 | 6          | «Домашнее шоу» «House Show»                        | Неизвестно     | Неизвестно     | 19 сентября 2021 |
| 7 | 7          | «Большой сумасшедший рыбак» «The Big Bad Fish Man» | Неизвестно     | Неизвестно     | 03 октября 2021  |
| 8 | 8          | «Дабл тёрн» «Double Turn»                          | Неизвестно     | Неизвестно     | 10 октября 2021  |

### Сезон 2 (2023)
| № общий | № в сезоне | Название                                                      | Режиссёр   | Автор сценария                                | Дата премьеры    |
| ------- | ---------- | ------------------------------------------------------------- | ---------- | --------------------------------------------- | ---------------- |
| 9       | 1          | «Салют в десять колоколов» «Ten-Bell Salute»                  | Неизвестно | Майк О'Мелли                                  | 28 июля 2023     |
| 10      | 2          | «Путешествие - это препятствие» «The Journey is the Obstacle» | Неизвестно | Майк О'Мелли                                  | 4 августа 2023   |
| 11      | 3          | «Discord» «Discord»                                           | Неизвестно | Виктор Левин                                  | 11 августа 2023  |
| 12      | 4          | «Тяжелые головы» «Heavy Heads»                                | Неизвестно | Блейк Мастерс                                 | 18 августа 2023  |
| 13      | 5          | «Кто такие "проклятые"?» «Who the Hell is the Condamned?»     | Неизвестно | Брайс Ахарт и Стефани МакФарлейн              | 25 августа 2023  |
| 14      | 6          | «Появления» «Appearances»                                     | Неизвестно | Майк О'Мелли, Блейк Мастерс и Виктория Морроу | 1 сентября 2023  |
| 15      | 7          | «Вещи, которые имеют значение» «The Things That Matter»       | Неизвестно | Виктория Морроу                               | 8 сентября 2023  |
| 16      | 8          | «Высший пилотаж» «High Flying»                                | Неизвестно | Виктория Морроу                               | 15 сентября 2023 |

## Создание и оценки
Проект был анонсирован в феврале 2017 года. Шоураннером стал американский сценарист Майкл Уолдрон, производством занялись компании Paramount Television и LBI Entertainment, главные роли получили Стивен Амелл и Александр Людвиг. 7 января 2020 года Питер Сигал заменил Кайла Патрика Альвареса в качестве режиссёра сериала.
Премьера сериала состоялась 16 августа 2021 года на телеканале Starz. В ноябре того же года шоу продлили на второй сезон, показ которого начался 28 июля 2023 года. В сентябре того же года сериал был официально закрыт без объявления причин. Журналисты связывали это с низкими рейтингами «Хилов» из-за того, что основные актёры в условиях всеобщей забастовки не могли рекламировать проект.
Сериал был высоко оценён критиками. На сайте-агрегаторе отзывов Rotten Tomatoes первый сезон получил рейтинг 96 % со средней оценкой 8/10. Рецензенты с этого ресурса отметили отличную игру Стивена Амелла и Александра Людвига, убедительность сценария. На сайте Metacritic «Хилы» получили 73 балла из 100, что указывает на «в целом благоприятные отзывы». Рейтинг второго сезона на Rotten Tomatoes составил 90 % со средней оценкой 7,8 из 10. На Metacritic второй сезон получил 79 баллов из 100.
Ярослав Забалуев (журнал «Москвич Mag») увидел в «Хилах» «прихотливый темпоритм и неклишированную эмоциональность». По его мнению, этим шоу обязано Майклу Уолдрону.